# Construcții Montaj Cluj-Napoca
Construcții Montaj Cluj-Napoca, cunoscut sub numele de CM Cluj, sau CMC, a fost un club de fotbal profesionist din Cluj-Napoca, județul Cluj. Construcții Montaj este echipa care deține cele mai multe titluri de campioană județeană, 5, record stabilit în 1987 nedepășit până astăzi; singura echipă care doar a egalat recordul în 1997 e Olimpia Gherla.

## Istoric
În sezonul 1971/1972, CMC câștigă campionatul județean din Cluj pentru prima dată in istoria clubului dar pierde barajul de promovare in Divizia C, după ce pierde ambele meciuri cu campioana județului Mureș, Lacul Ursu Sovata - Construcții Montaj Cluj Napoca 2-0 și 1-0. 

### Perioada de glorie 1974-1983
Cu excepția sezonului 1975-76, clubul a petrecut întregul deceniu 1974-83 in Divizia C (azi Liga a III-a).
Sezonul 1973/74 câștigă campionatul județean din Cluj și reușește promovarea în divizia C după ce câștigă la barajul de promovare 2-1 cu (tot cu o campioană a județului Mureș) Mureșul Luduș.
In primul sezon de Divizia C(actuala liga a III-a) a terminat pe locul 12 din 16 echipe în cadrul seriei a IX-a.
In sezonul următor CMC a fost mutată în seria a X-a, unde a terminat pe locul 15 din 16, loc retrogradabil în campionatul județean.
Nu rămâne în liga a IV-a decât un sezon, după ce câștigă al doilea titlu la nivelul campionatului județean, câștigă și barajul de promovare contra campioanei județului Bihor, Minerul Voivozi după 2-1 în deplasare și un categoric 3-0 acasă.

## Palmares
Liga a IV-a Cluj
 Campioni (5): 1971–72, 1973–74, 1976–77, 1985–86, 1986–87

## Stadion

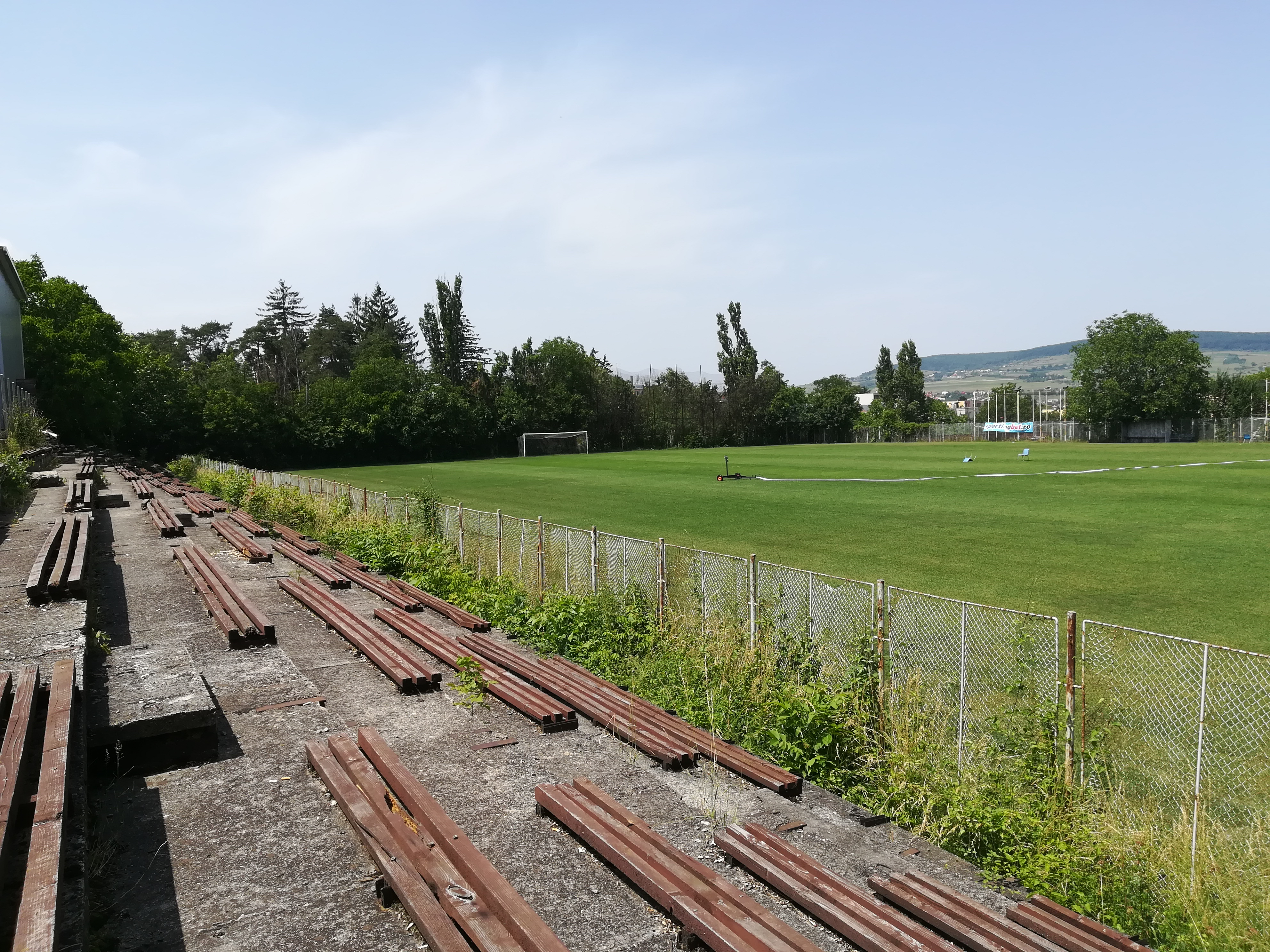
Stadionul CMC

Stadionul CMC, cunoscut și sub denumirea de Stadionul TCI, este un stadion polivalent din Cluj-Napoca, România, situat în Baza Sportivă C.M.C.. Stadionul avea o capacitate de 5.000 de locuri și a fost inaugurat în 1970, odată cu inaugurarea bazei sportive. Azi doar 3.000 de locuri pot fi utilizate de spectatori.